# Keening

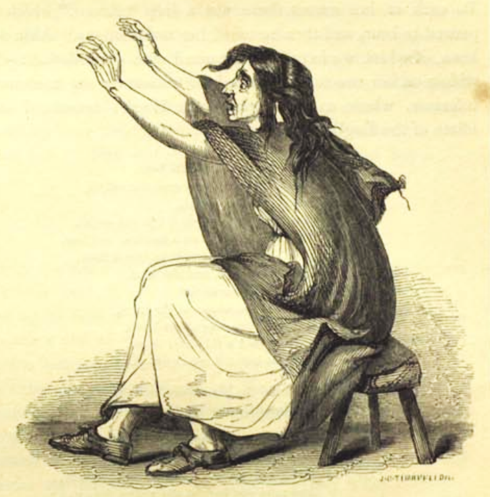
Una dona keening ('lamentant-se') en un dol del Comtat de Kerry del segle XIX, representada a partir dels records de Samuel Carter Hall. Tenia "cabell negre i despentinat" i una capa blava, i tenia les mans sobre el cos, i les agitava dramàticament en l'aire "com per una inspiració sobtada"

El keening (en irlandés: caoineadh) és una forma tradicional de lament vocal pels morts en la tradició celta gaèlica, que es practicava a Irlanda i Escòcia. El keening, que pot veure's com una mena de cant sean-nós o gaèlic, es feia en irlandés i gaèlic escocés (l'equivalent escocés de keening és el coronach).
El keening fou un element integral del ritual funerari irlandés formal; va decaure, però, a partir del segle XVIII i es va extingir gairebé per complet a mitjan s.XX. Només algunes cançons foren gravades per cantants tradicionals.

## Etimologia
Keen com a substantiu o verb deriva del terme gaèlic irlandés i escocés caoineadh ('cridaner', 'plorar'), i les referències al terme keening dels segles VII, VIII i XII són extenses. És probable que estiga relacionat amb couiner en francés.
En hebreu, una Kinah és un plany, especialment cantat per dones jueves que exerceixen com a ploramorts professionals. Les Kinot (kinah en plural) són càntics fúnebres recitats cada any en el Tixà be-Av, el principal dia commemoratiu de la destrucció dels temples de Jerusalem.

## Melodia i lletra
La melodia i la lletra tenen una repetició de motius elementals que poden estendre's o abreujar-se. Sembla que mai no va existir un "text" de lament arrelat; s'esperava que el cantant improvisàs depenent de la situació. Malgrat que el lament variava entre les representacions, les keeners treballaven amb el mateix cànon de motius, estils d'entonació, i dicció. El keening era rítmicament lliure, la qual cosa significa que no tenia compàs (metre).
Sembla que les paraules estaven constituïdes per elements poètics (l'enumeració de la genealogia del mort, elogis al mort, èmfasi en la lamentable condició dels que en resten, etc.) acompanyats d'un lament vocal. Les paraules de plany s'intercalaven amb vocables no lèxics (és a dir, síl·labes sense sentit).
El cant pot estar format per tres elements: la salutació (introducció), el cant fúnebre (vers) i el crit.

## Història i mitologia

### Registre històric i pràctica escènica
En el segle xii, Giraldus Cambrensis (Gerald de Gal·les) descrigué planys vocals en els quals els ploramorts es dividien en dues parts, cantant alternadament la seua part i a vegades unint-se en un cor complet. Les fonts escrites que descriuen aquest estil de cant apareixen a partir del segle XVI ençà.
En temps antics, el bard d'un cacic (assistit per la casa del cacic) executava la cançó funerària. Més recentment, es contractaven dones ploramorts conegudes com a keeners per a fer-ne els planys. Els malalts acompanyaven la dona que plorava (bean chaointe), amb moviments físics com balancejar-se i agenollar-se. La tradició irlandesa de plorar sobre el cos durant el festeig fúnebre i en el lloc de l'enterrament és diferent de la vetla. A més a més, hi ha la pràctica d'acompanyar el mort, que es fa la nit anterior a l'enterrament i pot durar unes nits.
La pràctica del plany era "generalment respectada" en tota Irlanda, sense importar-hi factors com ara la classe social, fins aproximadament mitjan segle xviii.

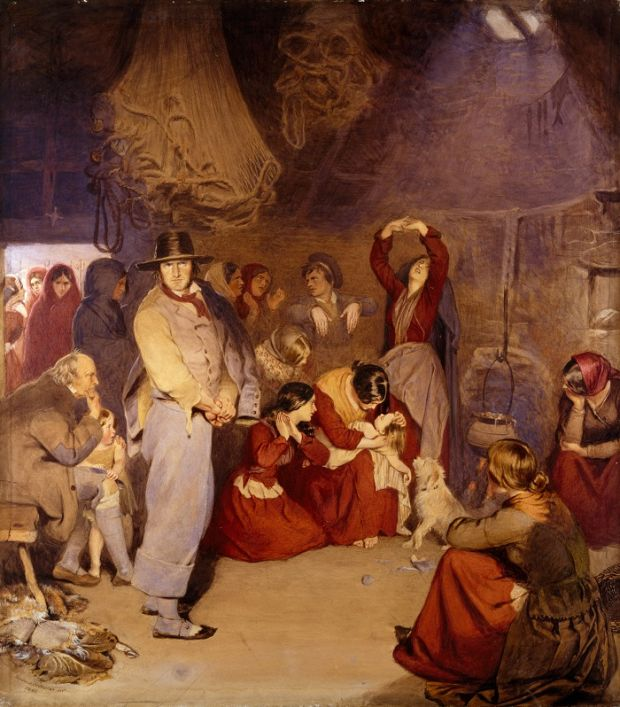
The Aran Fisherman's Drowned Child (1851) del pintor irlandés Frederic William Burton, que sembla mostrar dones ploramorts per encàrrec en l'entrada

Sobre el 1791, l'antiquari William Beauford (1735–1819) va descriure fil per randa la pràctica del lament en una cerimònia funerària tradicional irlandesa i transcrigué les melodies que s'hi cantaven.
Samuel Carter Hall descrigué les tradicions funeràries irlandeses i les cançons de dol en la seua obra del 1841 Irlanda: el seu paisatge, caràcter i història. Va escriure que els ploramorts sovint es balancejaven d'un costat a l'altre i entrellaçaven les mans durant la cançó de plor.
El plor i el cant de dol són tan antics com els funerals, i es remunten a temps homèrics, etruscs i bíblics; el keening té forts paral·lelismes en l'Orient Mitjà i en altres indrets. Walter Scott va comparar el plany gaèlic amb l'ululatus (udol) dels romans.

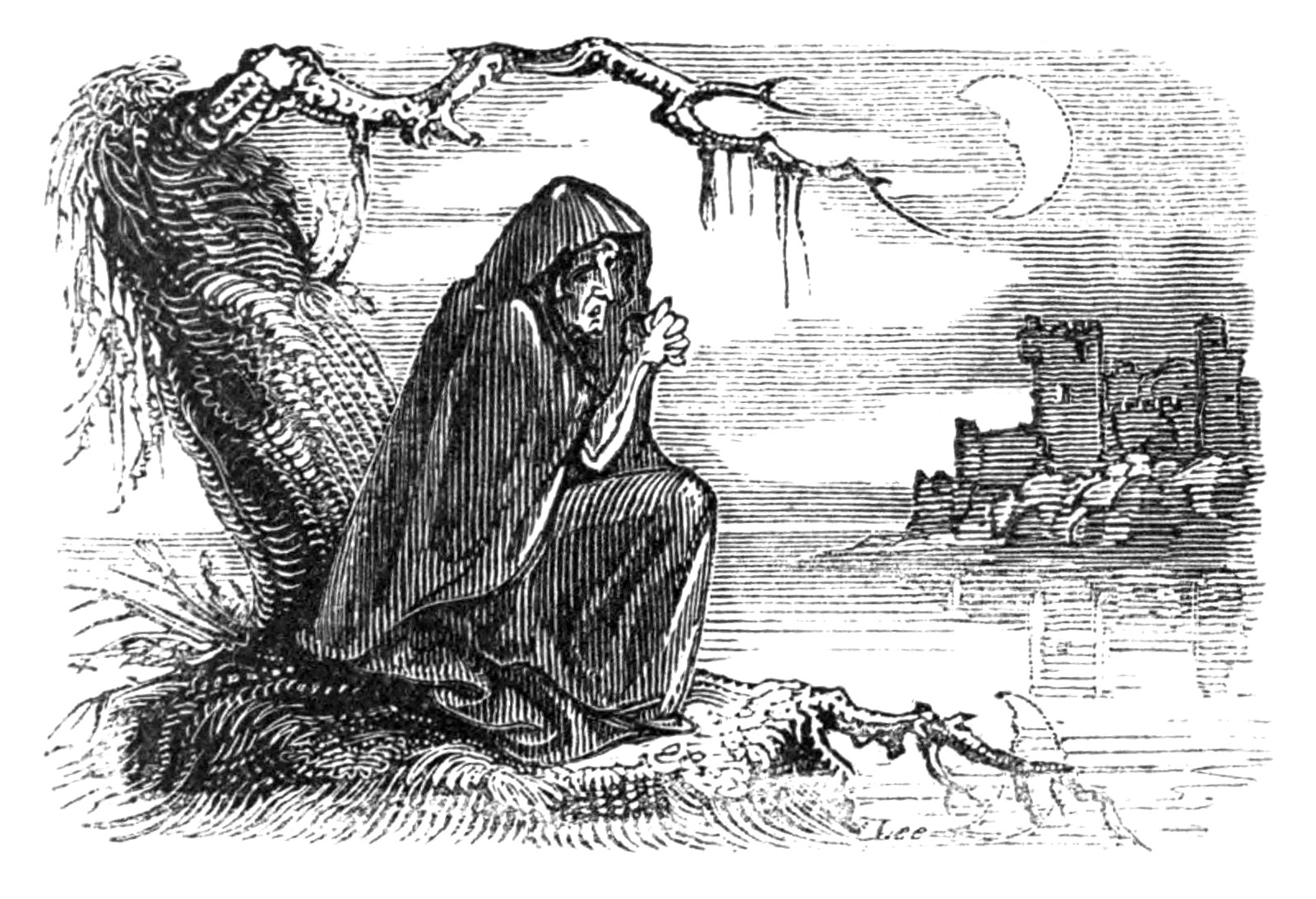
Bunworth Banshee, Llegendes de fades i tradicions del sud d'Irlanda, de Thomas Crofton Croker, 1825

### Banshees
Segons la mitologia irlandesa, el plany, el canten les banshees. Una banshee podia cantar quan un membre de la família moria o agonitzava, fins i tot si la persona havia mort lluny i encara no se n'havia rebut la notícia. En aquests casos, el seu plany seria el primer advertiment que la família tindria sobre el mort.
Les ploramorts s'han descrit com "el complement estructural (humà) de la banshee".
Es deia que el keening del Comtat de Kerry era el que més semblava el plor d'una banshee.

## Supervivència en elseglexx
El plany autèntic s'havia extingit a començament del segle xx. Un dels assistents a la Missa de Rèquiem del 1905 per al pare Allan MacDonald (una figura icònica de la literatura gaèlica escocesa) a l'església catòlica romana de Sant Miquel d'Eriskay, recordà que havia estat el darrer funeral en què es va utilitzar la tradició del keening, o coronach (l'equivalent en gaèlic escocés), a les Hèbrides, l'arxipèlag que forma part de l'actual Escòcia.

A la primeria de la dècada dels 1950, Cití Ní Ghallchóir (Kitty Gallagher) del Comtat de Donegal, d'Irlanda, cantà una cançó de dol per a Alan Lomax. Es diu que Gallagher aprengué la cançó d'una anciana. Un enregistrament de la cançó de plany de Gallagher es presentà en l'àlbum Traditional Songs of Ireland (1995) i es pot trobar en línia. Tot seguit n'hi ha la versió de Gallagher amb traducció:
S'airiú, (paraula per a lamentar-se – no n'hi ha traducció literal)

 Agus a leanbh (I el meu fill)
Cad a Dhéanfaidh mé? (Què faré?)
Tá tu ar shiúl uaim (Te n'has anat de mi)
Agus airiú (I [Interjecció, semblant a "ah," "ai," o "per què"])
Agus anuiridh, níl duin ar bith agam (I m'he quedat sola al cap d'un any)
'És aire (Repeating first line)
Agus mé liom fein (I estic sola)
Dá mbeithea go moch agam (Si m'hagués arribat d'hora)

 Agus och, och, airiú, gan thú, gan thú (I ai, ai, ah, sense tu, sense tu) 
Seosamh O hÉanaí (Joe Heaney) de Carna, Conamara cantà una cançó de dol tradicional que aprengué de la seua àvia Béib (Bairbre) Uí Mhaoilchiaráin, que visqué en el segle xix. L'enregistrament se'n troba en la pàgina oficial de Joe Heaney. Heaney també fou gravat parlant sobre els seus records d'infantesa de les dones que feien de ploramorts de Conamara i les formes en què han canviat les tradicions funeràries des de llavors.
La manca d'enregistraments autèntics de cançons de plor es pot deure a la reticència dels cantants a compartir i arxivar una cosa tan personal i íntima.

## En la cultura popular
L'obra d'un acte Riders to the Sea (1904) de John Millington Synge, apareix un cor de dones de les Illes Aran que estava de dol per la mort en la mar dels seus éssers estimats.
El 1986, els actors Robin Williams i Carol Burnett interpretaren una versió còmica d'una cançó de plor en un esquetx anomenat The Funeral, com a part del programa Carol, Carl, Whoopi and Robin.